# Гальванізм

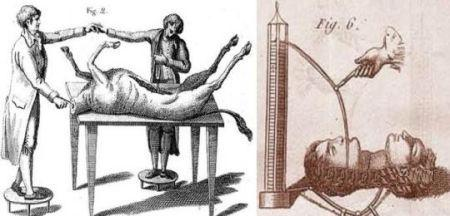

Гальванізм у біології — скорочення м'яза, стимульованого електричним струмом. У фізиці та хімії це виникнення електричного струму внаслідок хімічної реакції, зазвичай, між двома речовинами з різною електронегативністю.

## Історія
Ефект названо на честь Луїджі Гальвані, який досліджував вплив електрики на розчленованих тварин протягом 1780—1790-х років. Коли під час розчленування в лабораторії скальпель Гальвані торкнувся тіла жаби, він побачив, що м'язи в ногах жаби смикаються. Гальвані називав це явище тваринною електрикою, вважаючи, що він виявив особливу форму електрики. Багатьох цікавило, що буде якщо пропустити струм через труп людини. І першим, хто зважився на це, став небіж Гальвані — Джованні Альдіні. Цього ж року він вирушив у поїздку Європою, під час якої пропонував публіці своє витончене видовище.
18 січня 1803 року в Лондоні відбулась його найвидатніша демонстрація, а саме гальванічні екзерсиси з купленим тілом повішеного вбивці. Він під'єднував полюси 120-вольтового акумулятора до тіла страченого вбивці Джорджа Форстера. Коли Альдіні помістив дроти на рот і вухо, м'язи щелепи починали сіпатися, і обличчя вбивці корчилося в гримасі болю. Ліве око відкривалося, ніби хотіло подивитися на свого мучителя. Газета London Times писала: «необізнаній частині публіки могло здатися, що нещасний ось-ось оживе». The Newgate Calendar описує те, що сталося під час використання гальванічного процесу на тілі:
«На першому застосуванні процесу на обличчі, щелепи померлого злочинця затремтіли, і прилеглі до нього м'язи жахливо спотворились, і одне око фактично відкрилось. У наступній частині процесу права рука піднялась і стиснулась, а ноги і стегна були приведені в рух.»

## Сучасність
Сучасне застосування електрики в організмі людини для медичної діагностики та лікування називають електрофізіологією, термін гальванізм використовують тільки в історичному контексті.